# Taoufik Makhloufi
Taoufik Makhloufi (em árabe: توفيق مخلوفي) (Souk Ahras, 29 de abril de 1988) é um corredor de meio-fundo argelino, campeão olímpico dos 1500 metros.
Campeão dos 800 m no Campeonato Africano de Atletismo de 2012 e nos Jogos Pan-Africanos de 2011, representou a Argélia por duas vezes no Campeonato Mundial de Atletismo e no circuito da Diamond League, sem conseguir medalhas.
Em Londres 2012, provocando alguma surpresa, ele tornou-se campeão olímpico dos 1500 m, com o tempo de 3:34.08. No dia anterior, Makhloufi havia sido desclassificado dos Jogos, porque os fiscais da prova dos 800 m, em que ele havia competido nas eliminatórias, acharam que ele não tinha se esforçado o suficiente nesta prova, ferindo o espírito olímpico. Até então, ele já havia disputado e se classificado para a final dos 1500 m. Foi necessário um atestado médico da delegação argelina atestando que ele tivera seu joelho contundido, para que pudesse novamente ter o direito de disputar os 1500 m no dia seguinte, que acabou vencendo e conquistando a medalha de ouro. Por conta deste episódio, em novembro de 2012, ele apareceu na relação de atletas mais antidesportivos de 2012 publicada pela revista Sports Illustrated, que tradicionalmente premia o mais esportivo.
Nos Jogos Olímpicos da Rio 2016, conquistou duas medalhas de prata nas provas que disputou, os 800 m – com um recorde nacional de 1:42.61 atrás apenas do bicampeão David Rudisha – e os 1500 m, em que tinha sido campeão olímpico em Londres quatro anos antes.
Conquistou sua primeira medalha em campeonatos mundiais em Doha 2019, uma medalha de prata nos 1500 metros. 

## Melhores marcas
| Evento      | Marca   | Local          | País           | Data                 | Ref.  |
| ----------- | ------- | -------------- | -------------- | -------------------- | ----- |
| 800 metros  | 1:42.61 | Rio de Janeiro | Brasil         | 15 de agosto de 2016 | [ 6 ] |
| 1500 metros | 3:28.75 | Mônaco         | Mónaco         | 17 de julho de 2015  | [ 6 ] |
| Milha       | 3:52.16 | Eugene         | Estados Unidos | 31 de maio de 2014   | [ 6 ] |